# Hesperandra guianensis
Hesperandra guianensis là một loài bọ cánh cứng trong họ Cerambycidae.